# Cadillac CT6
Cadillac CT6 (скорочено Cadillac Touring 6) — повнорозмірний автомобіль підвищеної комфортності виробництва Cadillac.

## Перше покоління

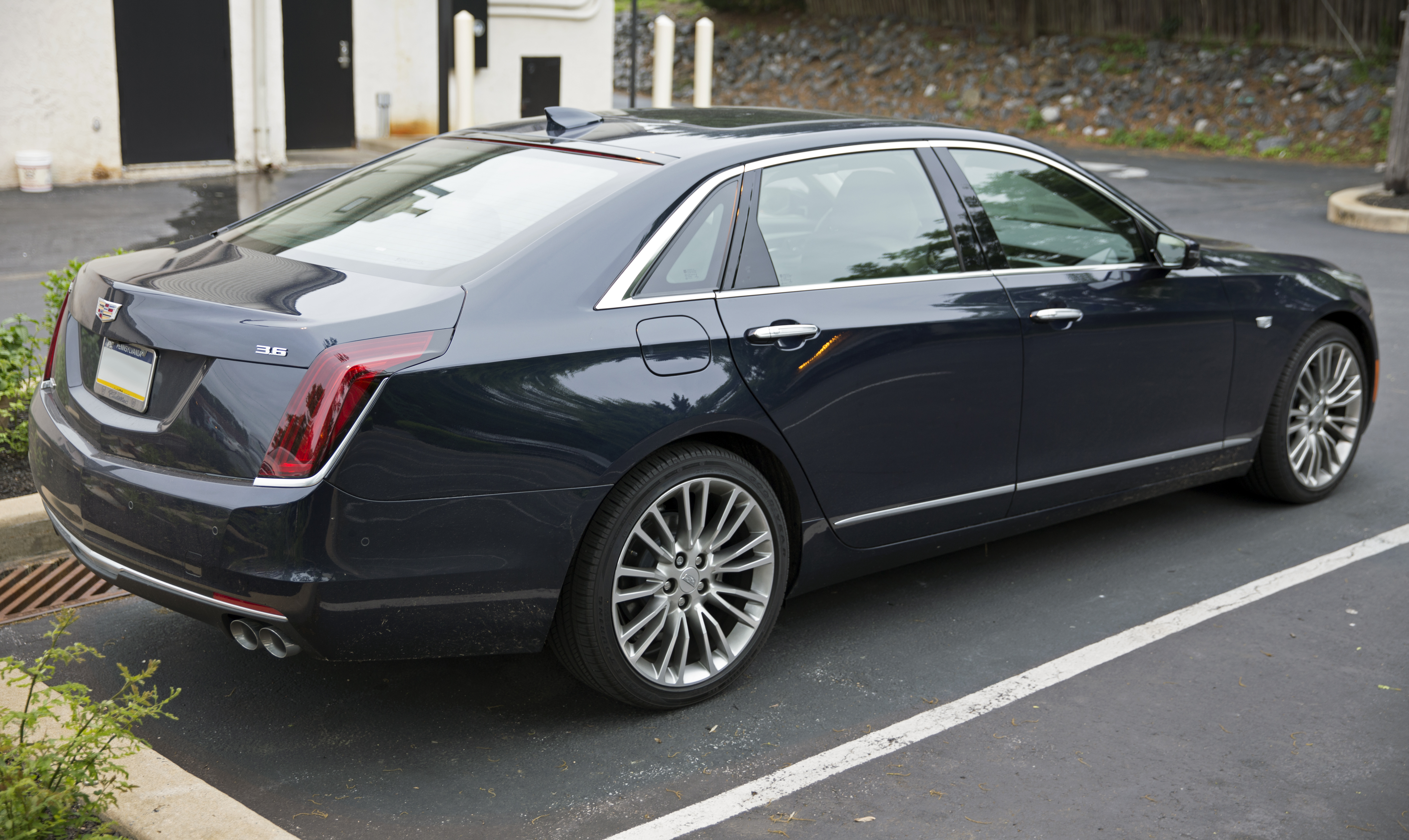
Cadillac CT6

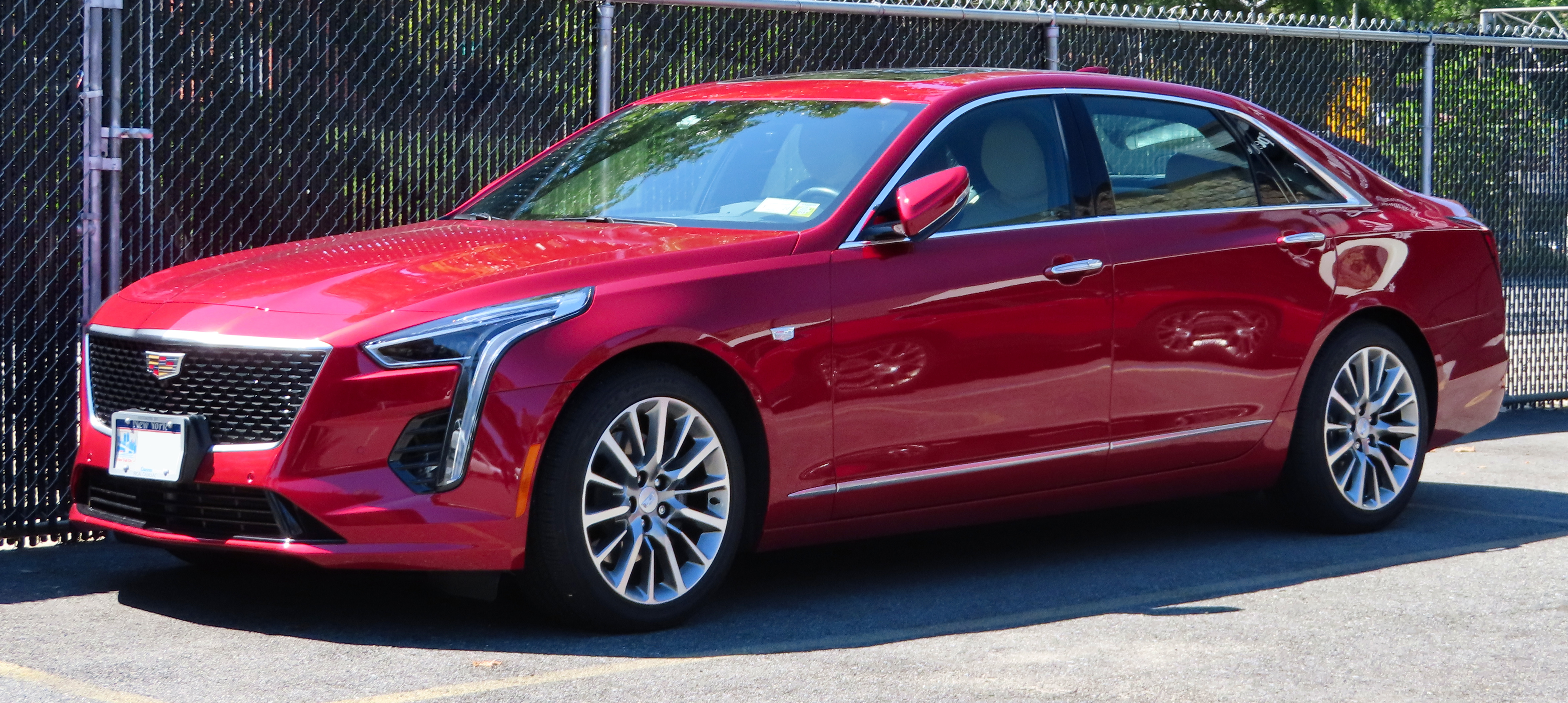
Cadillac CT6 (з 2019)

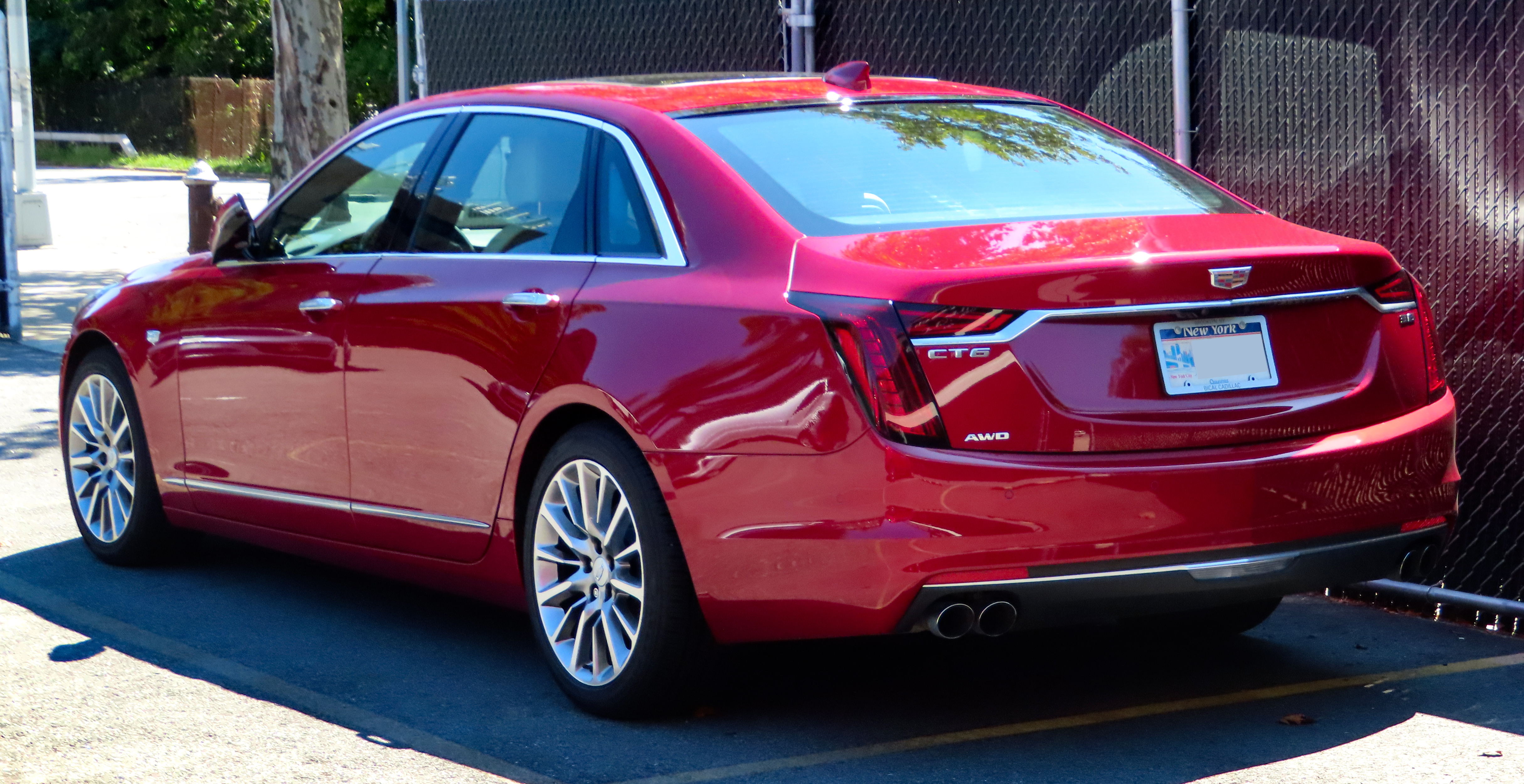
Cadillac CT6 (з 2019)

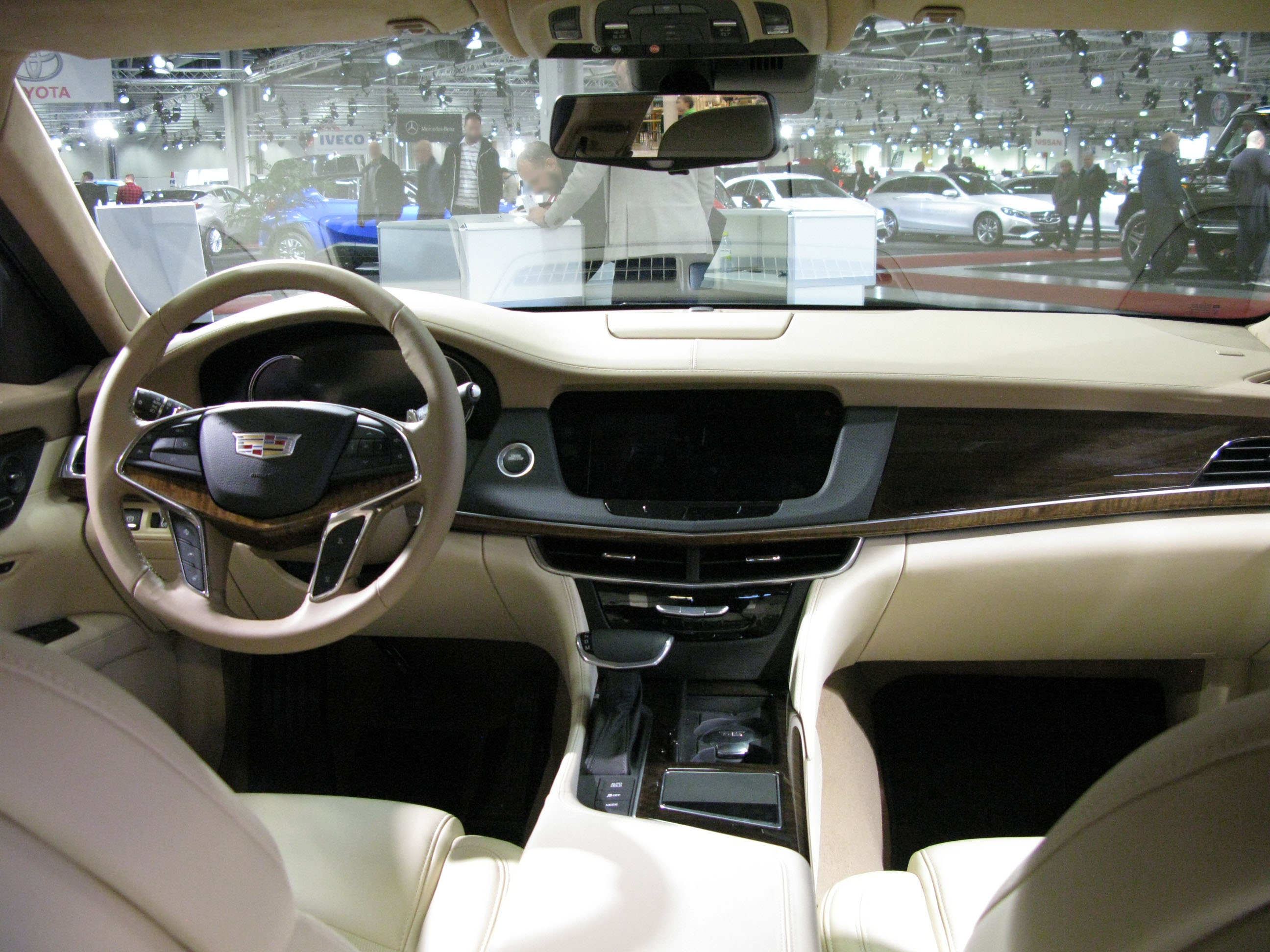
Cadillac CT6

Вперше автомобіль представлений в 2015 році на міжнародному автосалоні в Нью-Йорку і продається в США з 2016 року. Це перший автомобіль з новою індексацією, а також перший задньоприводний повнорозмірний седан Cadillac, наступник Fleetwood виробництво якого було припинено в 1996 році.
Автомобіль збудовано на новій задньоприводній платформі GM Omega. Існує також повноприводна модифікація. Всі моделі комплектуються 8-ступінчастою автоматичною коробкою передач Hydra-Matic.
Комплектацій дві: базова Luxury і топова Platinum. У базовій комплектації є світлодіодні фари, адаптивний круїз-контроль, камери кругового огляду, двозонний «клімат», запуск двигуна кнопкою, обробка салону натуральною шкірою, підігрів всіх сидінь і вентиляція передніх, медіацентр з 10-дюймовим дисплеєм і навігацією, «музика» з 10 динаміками, панорамний дах з люком, 19-дюймові колісні диски і багато іншого.
Виконання Platinum порадує адаптивною підвіскою Magnetic Ride Control і активним повнокерованим шасі з підрулюючими задніми колесами. Є система нічного бачення з розпізнаванням пішоходів, проєкційний дисплей, 20-дюймові колісні диски, індукційна зарядка для смартфонів, цифрова приборка діагоналлю 12,3 дюйма, чотиризонний клімат-контроль, аудіосистема Bose Panaray з 34 динаміками, вентиляція і масаж в задніх кріслах, дисплеї для пасажирів другого ряду. В обох комплектаціях електропривод відкриває багажник «без рук», є сонцезахисні шторки.

### Двигуни
- 2.0 л LSY Ecotec І4 turbo 241 к.с. 300 Нм
- 2.0 л LTG Ecotec І4 turbo 276 к.с. 400 Нм
- 3.6 л LGX V6 340 к.с. 385 Нм
- 3.0 л LGW V6 twin-turbo 405 к.с. 543 Нм
- 3.0 л LGW V6 twin-turbo 417 к.с. 555 Нм
- 2.0 л Ecotec І4 turbo + 2 електродивигуни 340 к.с. 586 Нм
- 4.2 л V8 twin-turbo 557 к.с. 850 Нм (CT6-V)

## Друге покоління (з 2023)

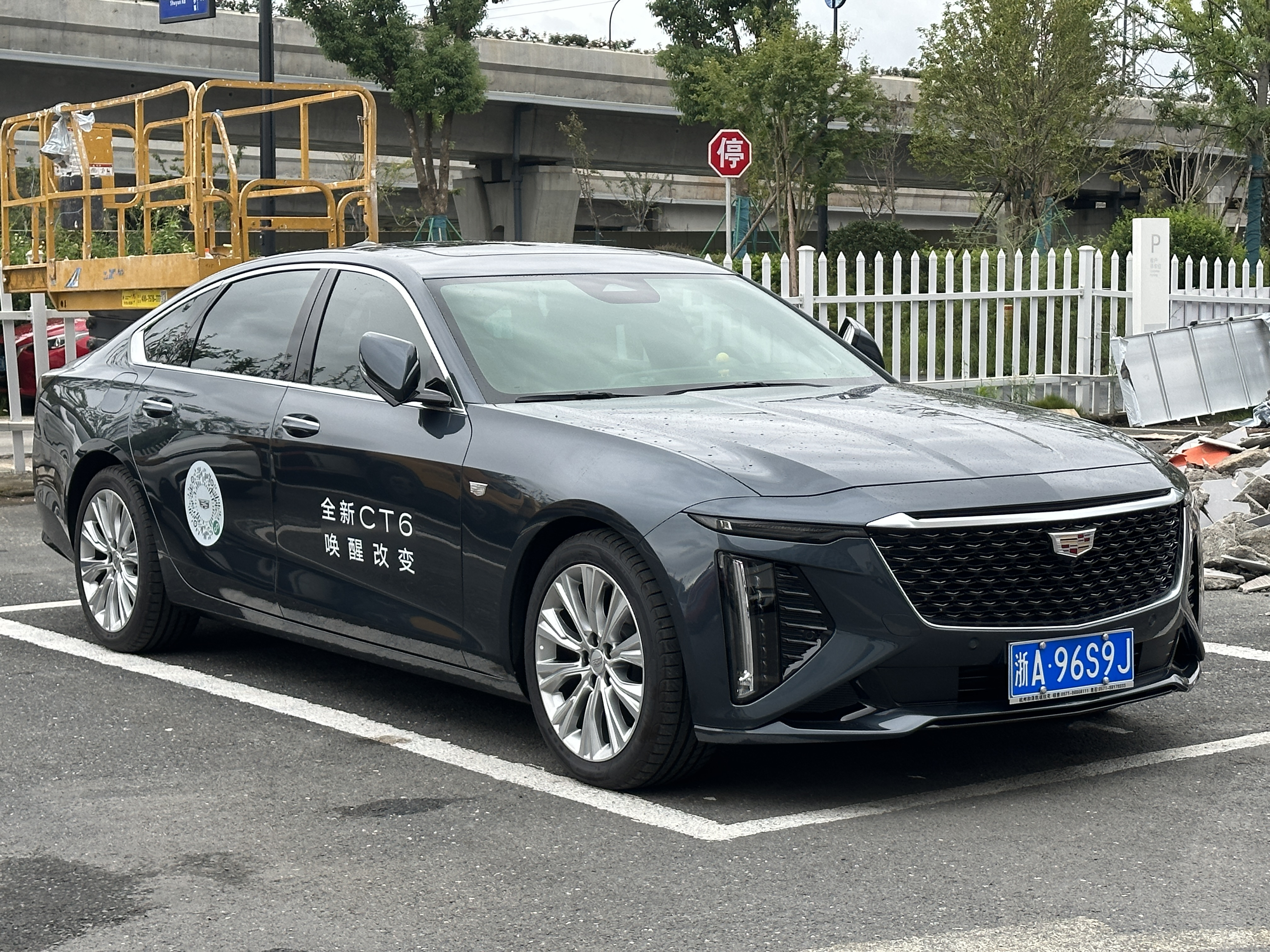
Cadillac CT6 II

Фотографії та деталі CT6 другого покоління потрапили в мережу в листопаді 2022 року; він має такі ж розміри та ту саму колісну базу, що й CT6 першого покоління. 28 травня 2023 року відбувся публічний дебют другого покоління CT6, яке зараз продається виключно в Китаї та надійшло в продаж наприкінці другого кварталу 2023 року.
Незважаючи на те, що це нове покоління, друга ітерація CT6 запозичила дизайн попередньої моделі. З новим інтер’єром, додаванням нових технологій, це вдосконалення технології та було значно модернізовано.
Друге покоління CT6 має кілька відділень від попереднього покоління, таких як коробка передач, розмір, дизайнерські особливості та платформа.

### Двигун
- 2.0 L LSY I4 turbo

## Продажі
| рік  | США    | Китай  |
| ---- | ------ | ------ |
| 2016 | 9,169  | 5,830  |
| 2017 | 10,542 | 11,917 |
| 2018 | 9,668  | 17,223 |
| 2019 | 7,951  | 22,637 |
| 2020 | 3,117  | 21,689 |
| 2021 |        | 17,715 |